# Фуруи, Ёсикити
Ёсикити Фуруи (яп. 古井 由吉 Фуруи Ёсикити, 19 ноября 1937 — 18 февраля 2020) — японский писатель и переводчик произведений Броха и Музиля, работа над которыми оказала ощутимое влияние и на его собственный стиль. Психологизм и интеллектуальная глубина этих австрийских писателей, нестандартно переосмысленные на почве японских традиций танка и рэнга, фольклора, эпистемологических теорий и обращённые к темам старости, отношений между мужчиной и женщиной и др., сформировали Фуруи-писателя, занимающего в современной японской литературе особое место. Основные сочинения: «Ёко» (杳子, 1970, премия Акутагавы), трилогия «Святость» (聖), «Гнездо» (栖), «Родители» (親); «Китайская роза» (槿, 1973, премия Танидзаки), рассказ «Холм Накаяма» (中山坂, 1987, премия Кавабаты) и др.

## Биография
Родился в Токио в районе Минато. Окончил филологический факультет Токийского университета (отделение немецкой литературы) и аспирантуру при нём. После защиты диссертации преподавал в Университете Канадзавы и токийском Университете Риккё. Работая в последнем, начал переводы произведений Броха и Музиля, а также в 1968 году дебютировал в литературе сам с рассказом «В четверг» (木曜日に), за которым последовали другие произведения, обратившие внимание на начинающего писателя. В 1970 году за новеллу «Ёко», историю переживающей нервный срыв женщины, образ которой перекликался с подчёркнуто нереалистичными, даже фантастическими элементами, был удостоен премии Акутагавы. В том же году прекратил преподавательскую деятельность и посвятил себя литературному труду. Войдя в литературный мир, Фуруи был причислен к так называемому «поколению интровертов» японской послевоенной литературы. Близкие этому кругу авторов видные критики Сюн Акияма и Кодзин Каратани способствовали популяризации его работ.
За многие годы творчество Фуруи неоднократно меняло своё направление. Наиболее значимым из последних таких поворотов стало обращение к теме старости, подсказанное во многом личным опытом: в 1991 году писатель был госпитализирован с межпозвоночной грыжей и прооперирован. По мотивам этого двухмесячного пребывания в больнице были написаны «Записки оптимиста» (楽天記, 1992) и «Песнь седины» (白髪の唄, 1996), в которых Фуруи предстал зрелым мастером, в полном смысле полифонично соединившим антиномии разума и слабоумия, жизни и смерти, настоящего и прошлого, на грани которых балансирует приближающийся к своему концу человек. После получения в 1997 году за последнее из этих произведений премию Майнити, от всех последующих литературных наград отказался.
С 1977 года вместе с писателями Мэйсэй Гото, Хироси Сакагами, Юити Такаи и Сэндзи Курои возглавлял редакционный совет выпускаемого издательством «Хэйбонся» ежеквартального журнала «Литературный стиль» (文体), своего рода оплота литераторов «поколения интровертов», видным представителем которого являлся и сам. С 1986 года входил в состав жюри премии Акутагавы, но в 2005 году снял с себя полномочия, чтобы сосредоточиться на собственно своём творчестве. Часто выступал с публичным чтением произведений.